# Комори на Летњим олимпијским играма 2008.
Комори су учествовали на Олимпијским играма 2008. одржаним у Пекингу Кина од 8 до 24. августа 2008.  Ово је било четврто учешће Комора на олимпијским играма. Први пут су се појавили на Олимпијским играма 1996. у Атланти. 
Учествовали су са троје спортиста (2 мушкарца и 1 жена), који су сде такмичили у два спорта атлетици и пливању.
На церемонији свечаног отварања Игара заставу је носила је атлетичарка Фета Ахамада. Најстари учесник Комора био је  пливач Mohamed Attoumane са 26 година и 340 дана, а најмлађи атлетичар Mhadjou Youssouf са 18 година и 72 дана.
Комори су остали у групи земаља које закључно са овим играма нису освајале олимпијске медаље.

## Учесници по дисциплинама
| Спорт     | Мушкарци | Жене | Укупно |
| --------- | -------- | ---- | ------ |
| Атлетика  | 1        | 1    | 2      |
| Пливање   | 1        | 0    | 1      |
| Укупно(2) | 2        | 1    | 3      |

## Резултати

### Атлетика

#### Мушкарци
| Атлетичар        | Дисциплина    | Квалификације | Квалификације | Четвртфинале     | Четвртфинале     | Полуфинале       | Полуфинале       | Финале           | Финале   | Детаљи |
| Атлетичар        | Дисциплина    | Резултат      | Место         | Резултат         | Место            | Резултат         | Место            | Резултат         | Место    | Детаљи |
| ---------------- | ------------- | ------------- | ------------- | ---------------- | ---------------- | ---------------- | ---------------- | ---------------- | -------- | ------ |
| Mhadjou Youssouf | 100 м препоне | 10,62 ЛР      | 6. у гр. 5    | Није се пласирао | Није се пласирао | Није се пласирао | Није се пласирао | Није се пласирао | 55. / 80 |        |

#### Жене
| Атлетичарка  | Дисциплина | Квалификације | Квалификације | Четвртфинале      | Четвртфинале      | Полуфинале        | Полуфинале        | Финале            | Финале  | Детаљи |
| Атлетичарка  | Дисциплина | Резултат      | Пласман       | Резултат          | Пласман           |                   |                   |                   |         | Детаљи |
| ------------ | ---------- | ------------- | ------------- | ----------------- | ----------------- | ----------------- | ----------------- | ----------------- | ------- | ------ |
| Фета Ахамада | 100 м жене | 11,88         | 6. у гр. 7    | Није се пласирала | Није се пласирала | Није се пласирала | Није се пласирала | Није се пласирала | 52./ 85 |        |

### Пливање

#### Мушкарци
| Пливач          | Дисциплина    | Група | Група      | Полуфинале       | Полуфинале       | Финале           | Финале  | Детаљи |
| Пливач          | Дисциплина    | Време | Пласман    | Време            | Пласман          | Време            | Пласман | Детаљи |
| --------------- | ------------- | ----- | ---------- | ---------------- | ---------------- | ---------------- | ------- | ------ |
| Ајуба Али Сиаме | 50 м слободно | 29,63 | 8. у гр. 6 | Није се пласирао | Није се пласирао | Није се пласирао | 91 / 97 |        |

## Rеференце
1. ↑  Носиоци застава на ЛОИ на отварању 2008